# Phototypie

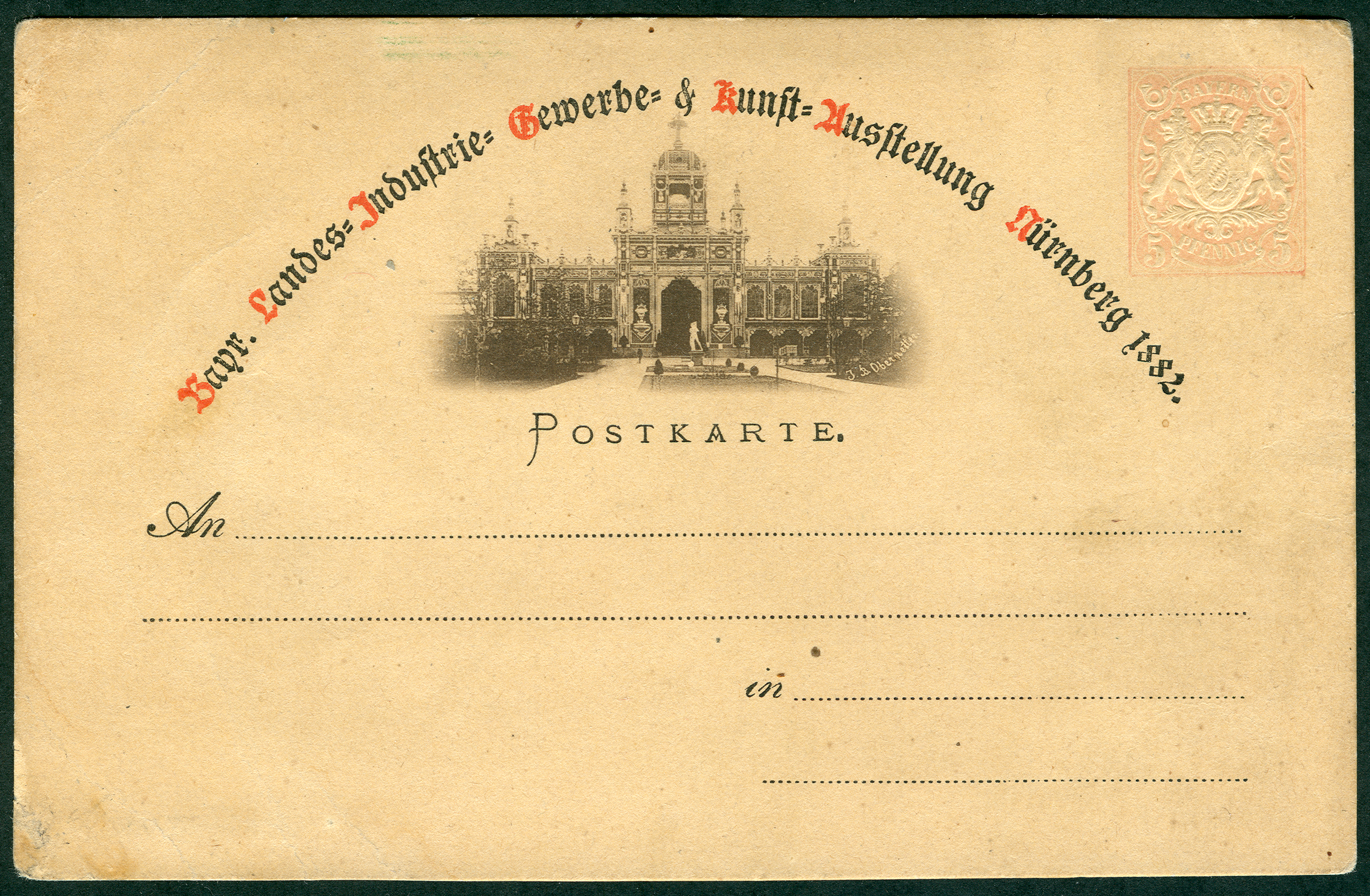
Une des premières cartes postales en phototypie, signée Johann Baptist Obernetter (Allemagne, 1882).

La phototypie est un procédé d'impression à l'encre grasse au moyen de gélatine bichromatée et insolée sur plaque de verre. Ce procédé permet un rendu à modèle continu non tramé. La phototypie a été le principal mode d’impression des cartes postales jusque dans les années 1930, où elle a été remplacée par l’impression offset.
Autres appellations : photo-collographie, héliotypie, albertypie.

## Historique

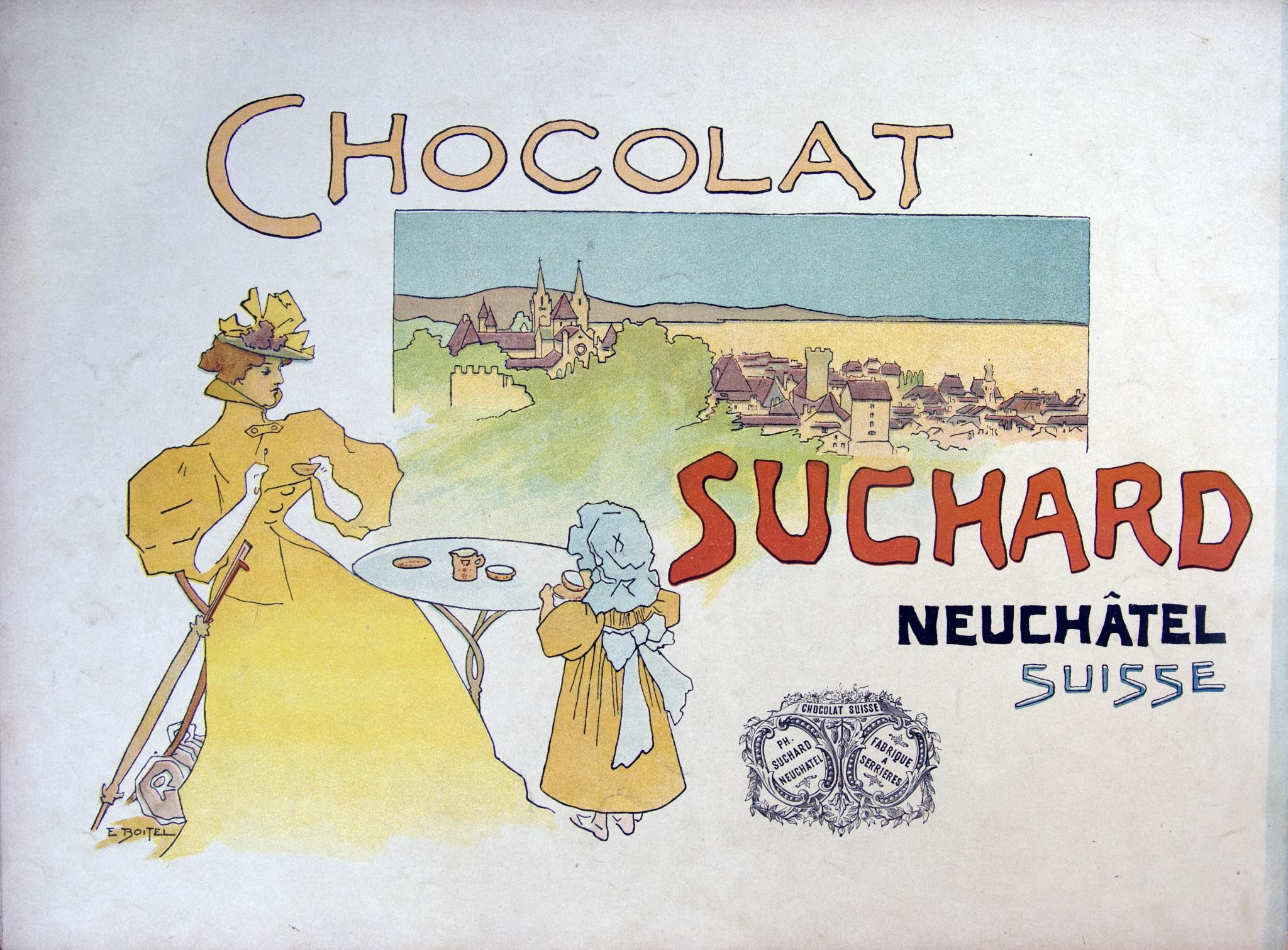
Phototypie en couleurs : carte publicitaire Suchard, v. 1897.

La collotypie, procédé élaboré en 1856 par Alphonse Poitevin et amélioré vers 1870 par Joseph Albert (d’où le nom d’« albertypie », ou « albertotypie » parfois donné à ce procédé), servira de base à Karl Klietsch pour mettre au point l'héliogravure.
En 1867, Cyprien Tessié du Motay et Charles-Raphaël Maréchal utilisent le principe pour mettre au point un système d’impression qui permet de produire un grand nombre d’exemplaires. Tessié en invente le nom, « phototypie ». L’imprimeur lyonnais Marius Audin, en 1948, s’élève contre cette construction étymologiquement inexacte (il n’y a pas de « types », c’est-à-dire de caractères), et lui préfère « photocollographie ». Mais le terme est en usage depuis longtemps et s’est maintenu.
En français, on emploie le terme « collotypie » pour le tirage photographique, tandis que la « phototypie » désigne l’impression en un grand nombre d’exemplaires par des moyens techniquement différents ; dans le principe, il s’agit de la même chose.

## Les frères Géniaux et la phototypie
À la fin du XIXe siècle, les frères Charles et Paul Géniaux expérimentent ce procédé, en réalisant notamment des photo-collographies des paysages de Pont-Aven.
Charles Géniaux se revendique l’inventeur du procédé, qu’il juge être le plus esthétique et le plus artistique en photographie. Si le nom de Charles est celui qui demeure principalement associé au procédé, Paul Géniaux le pratique et le revendique tout autant. Il déclare d’ailleurs en 1893 qu’il exerce le métier de photo-collographe. Leurs phototypes sont par conséquent le résultat d’une collaboration étroite et sont directement imprimés chez eux.

Phototypies de Pont-Aven par les frères Géniaux
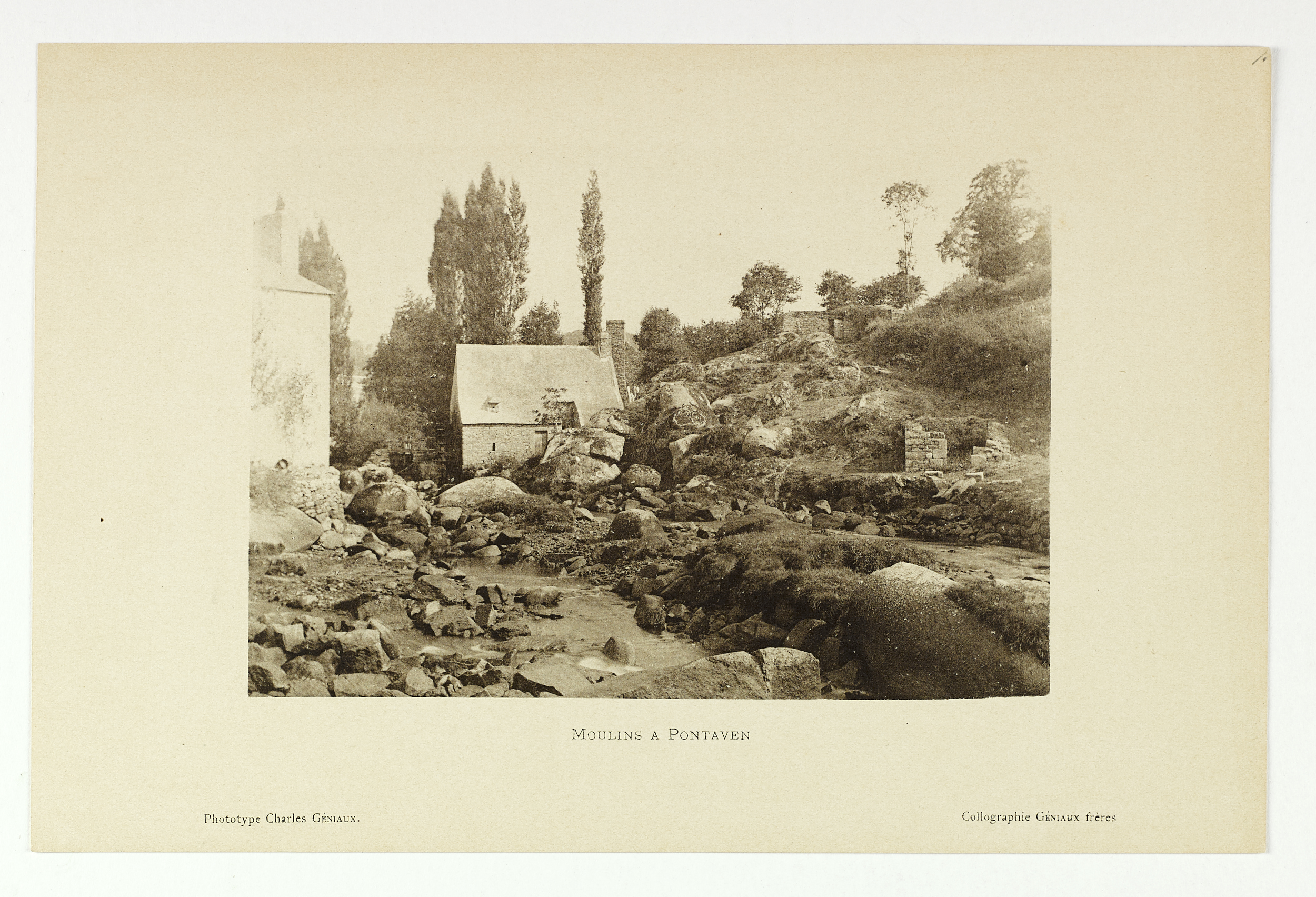
Moulins à Pontaven - Charles Géniaux, Géniaux Frères.
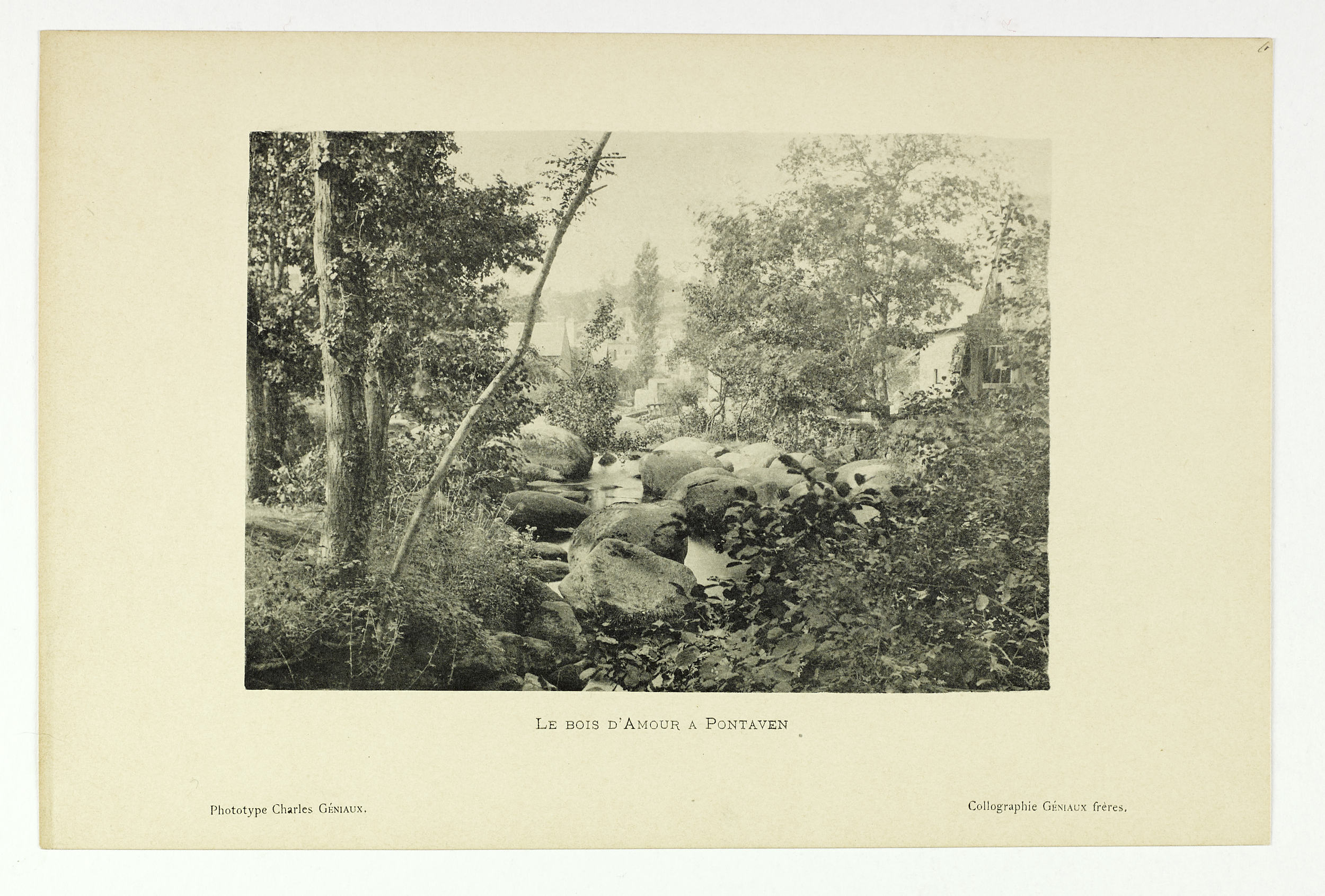
Le Bois d’Amour à Pontaven - Charles Géniaux, Géniaux Frères.

## Technique
Un mélange de gélatine et autres colloïdes est coulé de manière uniforme sur une plaque de verre ou de métal, puis durci. On ajoute ensuite une couche de gélatine bichromatée, sensibilisée. On sèche à une température contrôlée, un peu plus de 50 °C, puis on lave à environ 16 °C, ce qui provoque une réticulation. Le négatif est appliqué contre la surface de la gélatine, et on insole le tout à la lumière naturelle ou aux ultraviolets (UV). La gélatine exposée acquiert alors la faculté d’absorber l’eau selon son degré d’exposition.
La plaque insolée est lavée et débarrassée des sels bichromatés et séchés longuement. Au moment de l’impression, on passe sur la plaque un mélange d’eau et de glycérine, puis on éponge le surplus : l’eau reste dans les parties de l’image qui sont exposées, et non sur les parties sombres de l’image, selon le principe de la lithographie. On passe au rouleau une encre grasse, qui n’adhère pas aux parties humides. On pose sur la plaque une feuille de papier, on rabat le tympan et on exerce une pression suffisante pour que l’encre de la plaque se reporte sur le papier. La presse utilisée, requérant très peu de pression, est du type presse à épreuves, ou presse lithographique, mais le procédé va rapidement évoluer vers une mécanisation qui permet d’imprimer des grands formats à une grande vitesse.
La phototypie fournit des épreuves photographiques non tramées, donc d’une grande finesse (c’est la réticulation extrêmement fine de la gélatine qui joue le rôle de la trame), mais aussi de travaux d’impression de luxe.
La gélatine permet de tirer jusqu’à 500 exemplaires ; au-delà, il faut refaire la plaque.